# Triamcinolona
Triamcinolona é um antiflogístico esteroidal de depósito, de uso veterinário, com longa duração e só requer uma aplicação a cada 15 dias. Outra grande vantagem desse anti-inflamatório é a ausência de efeito mineralocorticóide, que provoca desequilíbrio eletrolítico e alterações de hidratação.

## Indicações
Indica-se triancinolona no tratamento anti-inflamatório de: artrite, bursite, tendinite, pruridos, eczemas agudos, biefarite, conjuntivite, queralite, cetose bovina, edema mamário ante-partum, mastite aguda, atopia e processos alérgicos.

## Contra-indicações
Enfermidades infecciosas bacterianas, virais e micóticas.
Demodeccia, gastrite, úlceras gastrointestinais, colites ulcerativas, pancreatite, insuficiência renal, amiloidose, diabetes mellitus, osteoporose, artrites crônicas erosivas e animais prenhes (último trimestre).
Restrição para animais produtores de carne: aplicar o produto 21 dias antes do abate.
Não há carência para animais produtores de leite.

## Posologia e via de administração
Administrar por via intramuscular, subcutânea, intra-articular ou intrassinovial, segundo o critério do médico veterinário. As seguintes doses são sugeridas pelo laboratório:
- Pequenos animais: 0,1 a 0,5 ml.
- Animais médios: 1,5 a 3,0 ml.
- Grandes animais: 3,0 a 6,0 ml.

É importante ressaltar que a diminuição do medicamento é necessária após resposta clínica.

## Efeitos adversos
Os seguintes efeitos indesejáveis podem ser apresentados:
- Polidipsia;
- Poliúria;
- Polifagia;
- Euforia.

## Precauções na administração e na conservação
É necessário agitar bem antes de puncionar o medicamento do frasco.
Esta droga deve ser armazenada em local seco e fresco ao abrigo da luz solar.